# Кус (Германия)
Кус (нем. Kuhs) — коммуна в Германии, районный центр, расположен в земле Мекленбург-Передняя Померания.
Входит в состав района Гюстров. Подчиняется управлению Гюстров-Ланд. Население составляет 339 человек (2009); в 2003 г. — 388. Занимает площадь 13,74 км².